# 森川彩香
森川 彩香（日语：森川 彩香，1996年3月24日—）是屬於日本女子團體AKB48 Team A的偶像歌手，埼玉縣出身，所屬事務所為AKS。2015年从AKB48毕业，改属Star Ray Production。2018年4月，从Star Ray Production退出，成为自由职业者。